# Rode kaart

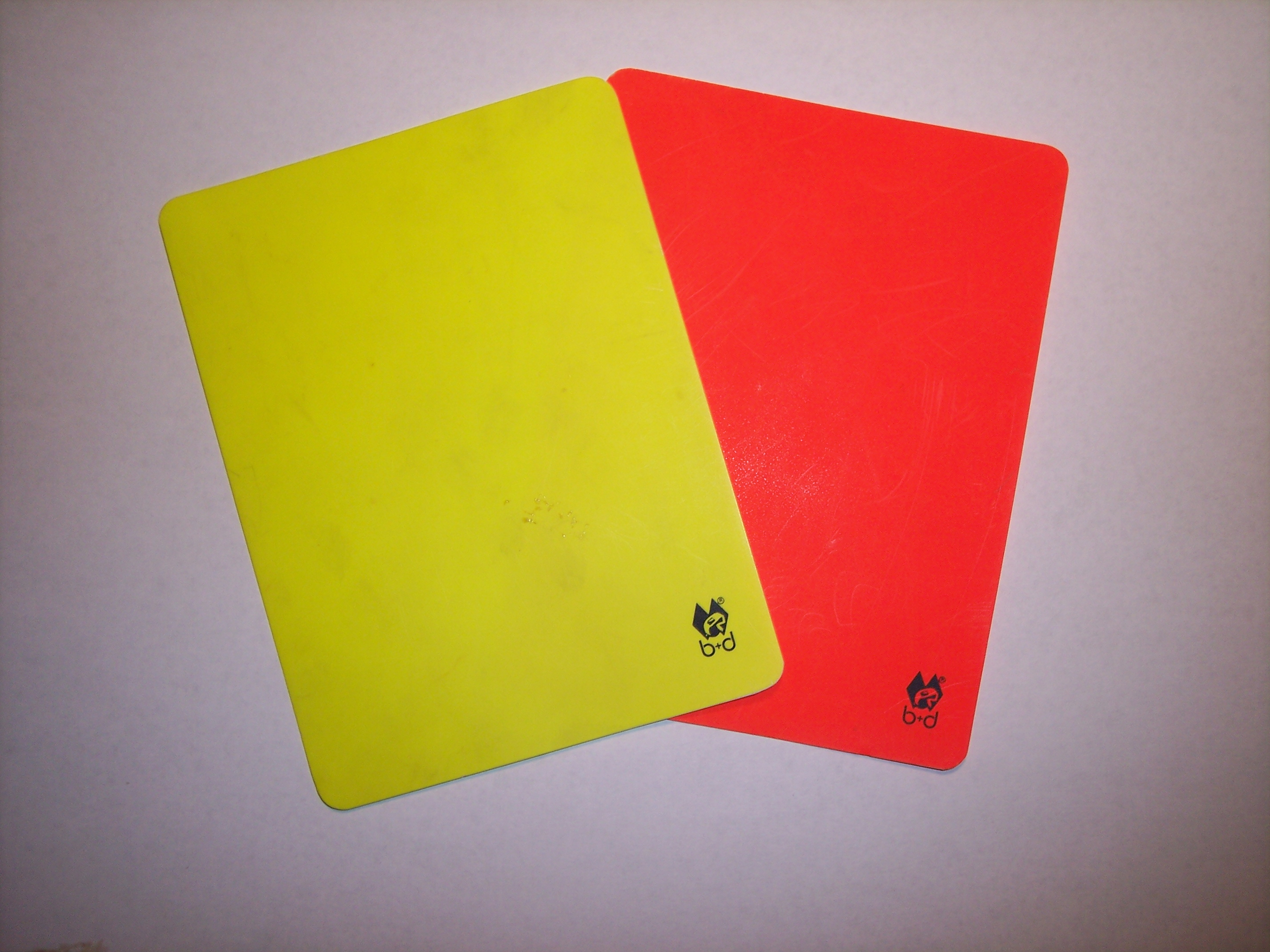
Rode en gele kaart

Een rode kaart wordt bij veel sporten gebruikt om een speler te straffen door hem uit het veld te sturen.
De kleur van de kaarten is gekozen vanwege de zwart-wit televisie. Om het onderscheid tussen de kaarten goed weer te geven is er gekozen voor een donkere kleur en een lichte kleur.

## Ontstaan
Het idee voor een strafkaart ontstond na het wereldkampioenschap voetbal 1966 in Engeland. In de kwartfinale trof organisator Engeland Argentinië. De wedstrijd werd gefloten door de West-Duitse scheidsrechter Rudolf Kreitlein. Tijdens de wedstrijd stuurde hij Antonio Rattín van het veld omdat hij brutaal geweest zou zijn tegen hem, terwijl de scheidsrechter geen Spaans sprak en hem dus niet kon verstaan. Rattín weigerde het veld te verlaten omdat hij dacht dat de scheidsrechter in het voordeel van de Engelsen floot. Om zijn ongenoegen te uiten ging hij op de rode loper zitten die uitsluitend voor de koningin bestemd was. Twee politieagenten moesten hem van het veld begeleiden en als laatste teken van ongenoegen verkreukelde hij een Engelse vlag. Ken Aston bedacht een systeem om duidelijkheid te scheppen op het veld. Het systeem werd niet alleen bij voetbal gebruikt, maar werd ook bij andere sporten overgenomen.

## Voetbal

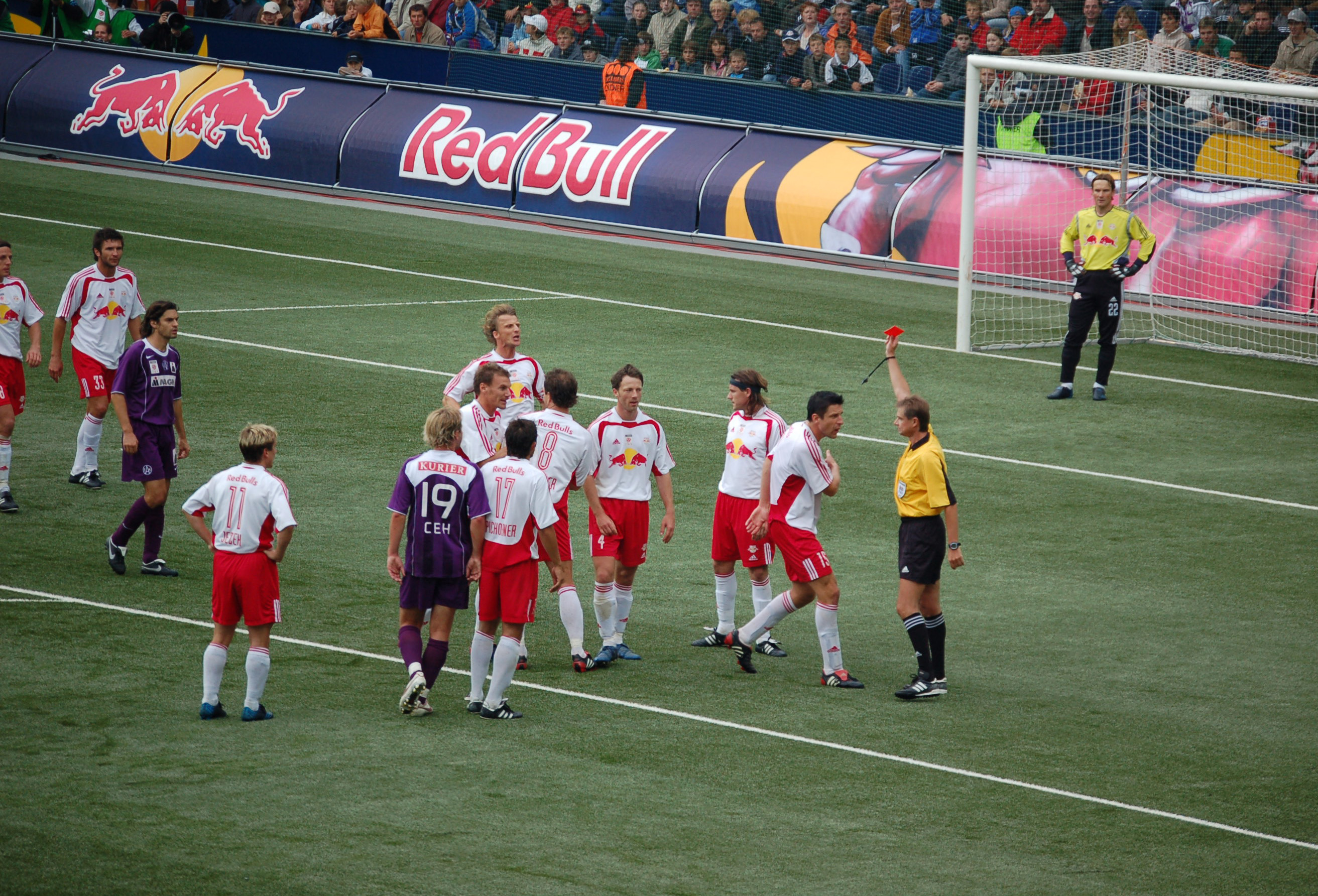
Een scheidsrechter trekt de rode kaart

Bij voetbal wordt een rode kaart getoond door de scheidsrechter om aan te geven dat een speler het veld moet verlaten. Tijdens het wereldkampioenschap voetbal in 1970 werden de gele en rode kaart voor het eerst op een groot toernooi gebruikt. Het duurde tot 30 mei 1992 tot de Wereldvoetbalbond de kaarten officieel in de reglementen opnam.
Een speler die uit het veld is gestuurd, moet het speelveld onmiddellijk verlaten en mag verder niet meer aan het spel deelnemen. De speler mag niet vervangen worden; zijn team moet de wedstrijd voortzetten met een speler minder. Krijgt de keeper een rode kaart, dan dient deze eveneens het veld te verlaten, maar volgens de regels dient er altijd een keeper op doel te staan. Als het team nog de mogelijkheid heeft om te wisselen, wordt meestal een veldspeler voor een doelman gewisseld. Als er geen wisselmogelijkheid is, zal een veldspeler de rol van doelman op zich nemen.
Regel 12 van de spelregels die zijn uitgegeven door de International Football Association Board wordt gebruikt door het besturend instituut FIFA. Hieronder volgen gedragingen waarvoor een speler direct uit het veld kan worden gestuurd. Vrij vertaald zijn dit:
1. Ernstig gemeen spel. Hierbij kan worden gedacht aan een tackle die de veiligheid van de andere speler in gevaar brengt.
2. Het verrichten van een gewelddadige handeling. Een elleboogstoot, trappen en slaan behoren tot deze categorie.
3. Een tegenstander of ander persoon bespuwen.
4. Een tegenstander een doelpunt of duidelijke scoringskans ontnemen door het spelen van de bal met de hand. Dit geldt niet voor de doelverdediger (keeper) binnen zijn eigen strafschopgebied.
5. Een tegenstander, die zich in de richting van het doel van zijn tegenstander begeeft, een duidelijke scoringskans ontnemen buiten het strafschopgebied door middel van een overtreding waarvoor een vrije schop gegeven moet worden.
6. Het gebruiken van grove, beledigende taal, scheldwoorden of gebaren.
7. Het ontvangen van een tweede gele kaart in dezelfde wedstrijd.

In aanvulling op het uit het veld moeten, kan een speler in aanmerking komen voor sancties na de wedstrijd. Dit zijn meestal schorsingen voor een aantal wedstrijden. De exacte straffen verschillen per toernooi of competitie (niet door de spelregels). Volgens de FIFA dient een rode kaart in elke competitie te resulteren in het schorsen van de schuldige speler voor de volgende wedstrijd zonder recht op beroep. Enkel als de speler voor meerdere wedstrijden wordt geschorst, kan hij hiertegen in beroep gaan.

## Hockey

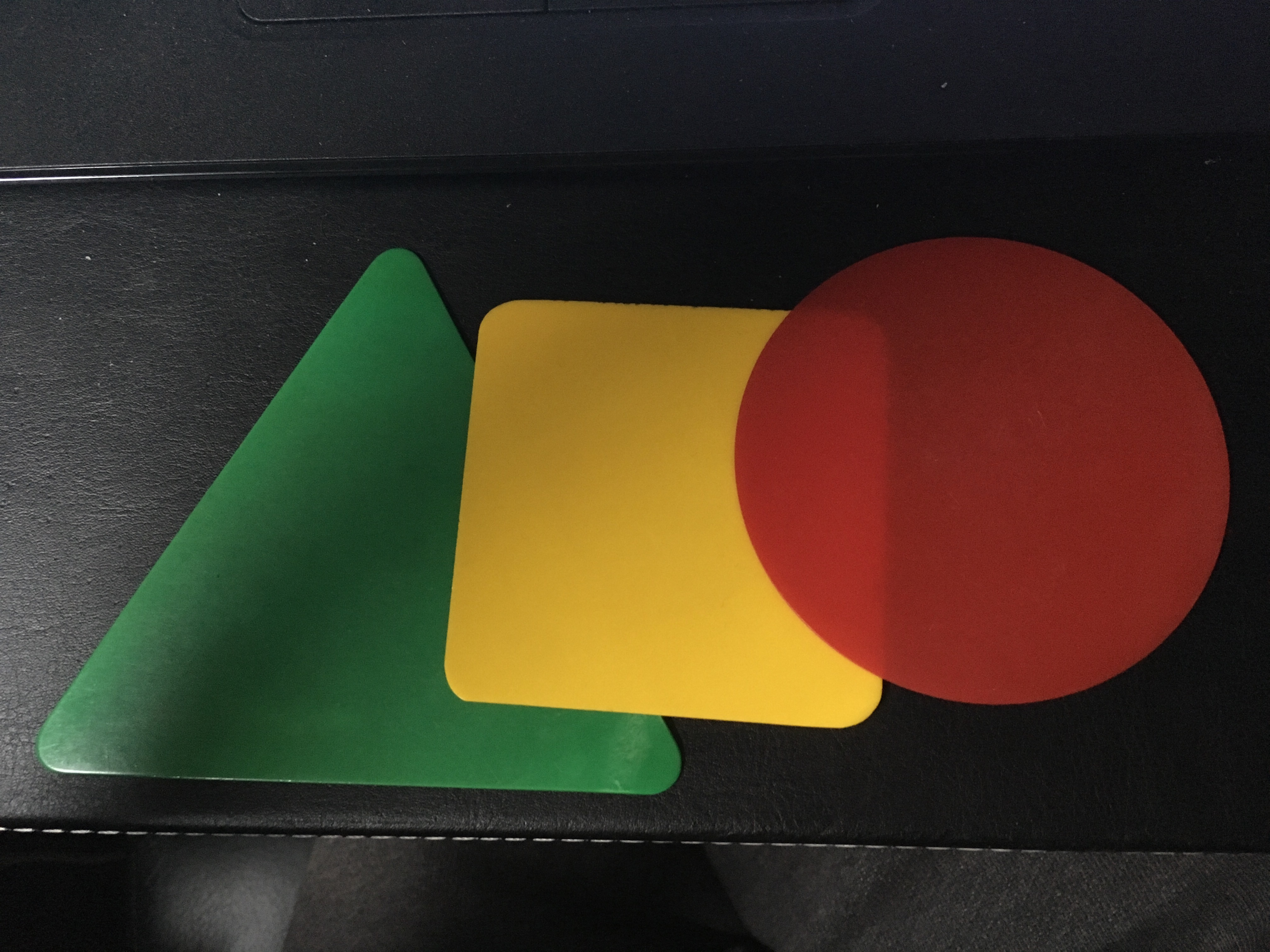
De rode kaart (rechts) is rond

De rode kaart in het hockey kent dezelfde straf als het voetbal, maar komt in principe veel minder vaak voor in deze sport. Dit heeft te maken met het feit dat men hier eerst te maken krijgt met groene en gele kaarten, waar al een waarschuwing en een tijdsstraf aan verbonden zitten. Een kaart oplopen in het hockey is meestal de oorzaak van (opzettelijke) verbale of fysieke overtredingen naar de tegenstander of de scheidsrechter. Hier komt anders dan bij het voetbal geen falen van technische vaardigheden van spelers aan te pas (zoals bijvoorbeeld het te laat inkomen bij een sliding).
Anders dan bij het voetbal betekenen twee gele kaarten geen rode kaart. De scheidsrechter toont wel een rode kaart om aan te tonen dat de speler het veld moet verlaten en niet meer terug mag komen. Op het wedstrijdformulier worden twee gele kaarten opgeschreven. Direct rood geven is ook mogelijk. Bij een rode kaart volgen naast de gebruikelijke verbanning van het veld ook vaak een schorsing en een geldboete. De vorm van de kaart is rond.

## Trivia
- De uitdrukking "de rode kaart krijgen" betekent dat iemand "op staande voet ontslagen" wordt door zijn baas, dat een leerling definitief van een school wordt gestuurd of dat iemand geroyeerd wordt van een sportclub of gemeenschap.
- In de finale van het WK voetbal 2006 nam Zinédine Zidane afscheid van het profvoetbal met een rode kaart nadat hij Marco Materazzi een kopstoot op de borst gaf. Materazzi zou tegen Zidane gezegd hebben "Ik heb liever je zus, de hoer," met deze kopstoot als gevolg.
- In hetzelfde toernooi (WK 2006) tijdens de wedstrijd Portugal-Nederland werden de meeste rode kaarten uitgedeeld die ooit zijn gegeven in één WK-wedstrijd. Scheidsrechter Valentin Ivanov trok er vier, voor: Costinha, Khalid Boulahrouz, Deco en Giovanni van Bronckhorst.
- De Engelse topvoetballer Gary Lineker kreeg in zijn gehele carrière geen enkele gele of rode kaart.[2]
- De snelste directe rode kaart in de Nederlandse profcompetitie viel tot dusver na zes minuten spelen. Feyenoordspeler Jerry St. Juste ontving de kaart in de "klassieker" Ajax-Feyenoord.[3]
- De snelste directe rode kaart in de Belgische profcompetitie viel tot dusver na 22 seconden spelen. Toenmalig Beverenspeler Ibrahima Seck ontving de kaart in oktober 2016 tijdens de wedstrijd Waasland-Beveren tegen RSC Anderlecht.[4]